# Онуфрий Молчаливый
Онуфрий Молчаливый, Онуфрий Печерский (XII век, Киев) — древнерусский святой, монах Киево-Печерской лавры. Почитается Русской церковью в лике преподобных. Память совершается (по юлианскому календарю): 21 июля и 27 сентября (Собор преподобных отцов Киево-Печерских Ближних пещер).
Жил в Ближних пещерах лавры, где в настоящее время находятся его мощи, почитаемые как нетленные. Сведения о его жизни и обстоятельствах прославления в лике святых не сохранились. Только благодаря прозвищу «молчаливый» известно, что Онуфрий прославился своим молчаливым затвором, что было характерно для многих киево-печерских святых (Феодор Молчальник, ряд моментов жития Феодосия Печерского).
На карте Ближних пещер 1638 года упомянут как «св. старец и чудотворец Онуфрий», в 1661 году как «Онофрий Прозорливый», в 1744 году как «преподобный Онуфрий молчаливый».
Ему вместе с прпп. Исаией и Сильвестром Печерскими приписывается дар отражать все бесовские нападения: «Онуфрий молчания любитель, Исаия горлица пустыннолюбная, с Сильвестром блаженным, триплетенная вервь на бесы, от нихже нанесенные страстные прилоги до конца удавивше, имут дарования и иным пособствовати, тем все их величают» (песнь 9, ст. 5).
Память преподобного Онуфрия издавна празднуется 3 августа (21 июля по ст. ст.).